# Oued El Aneb
Oued El Aneb est une commune de la wilaya d'Annaba en Algérie.

## Géographie
La commune d'Oued El Aneb est située au nord de la wilaya d'Annaba.
|                 | Mer Méditerranée |                   |
| Chetaïbi, Treat | Oued El Aneb     | El Bouni, Seraïdi |
|                 | Berrahal         |                   |

## Administration
Le 4 mars 2020, le président de l’Assemblée populaire communale est suspendu de ses fonctions à la suite de poursuites judiciaires pour des soupçons de corruption.